# マッテーオ2世・ヴィスコンティ
マッテーオ2世・ヴィスコンティ（Matteo II Visconti, 1319年頃 - 1355年9月29日）は、ミラノの副領主（シニョーレ）である。兄弟のガレアッツォ2世・ヴィスコンティとベルナボ・ヴィスコンティと共治していた。

## 生涯
ステーファノ・ヴィスコンティとヴァレンティーナ・ドーリア（ブランカ・ドーリアの息子のベルナボ・ドーリアの娘）との第一子である。
1342年に、エジディオーラ・ディ・フィリッピーノ・ゴンザーガ（Egidiola di Filippino Gonzaga）と結婚。
1346年に叔父のルキーノ・ヴィスコンティによってモンフェッラートへ追放され、ミラノに戻ったのは1354年に大司教ジョヴァンニ・ヴィスコンティの死去に伴うミラノ公国の分割に参加した時で、彼に割り当てられたのは、ローディ、ピアチェンツァ、パルマ、ボローニャであった。
母ヴァレンティーナが作った夕食を大量に食べた後に死んだが、実際には兄弟に毒を盛られたと疑われている。